# Andrena arctostaphylae
Andrena arctostaphylae är en biart som beskrevs av Ribble 1968. Andrena arctostaphylae ingår i släktet sandbin, och familjen grävbin. Inga underarter finns listade i Catalogue of Life.